# Vestingwerken van Steenwijk
De vestingwerken van Steenwijk omvatten het stelsel van omwallingen, bastions en omgrachting van de Nederlandse stad Steenwijk, provincie Overijssel. Vooral aan de zuidzijde van het centrum, bij de Hogewal, zijn nog goed herkenbare delen van de omwalling aanwezig, inclusief drie bastions. De vestingwerken zijn een rijksmonument.

## Geschiedenis
De oudste verdedigingswerken van Steenwijk dateren vermoedelijk uit de 13e eeuw. In die tijd lag Steenwijk op een van de weinige landroutes tussen het Land van Vollenhove en Friesland, waardoor het van strategisch belang was voor de bisschoppen van Utrecht.
In 1522 vielen troepen van Gelre en Zwolle de stad aan, maar het kleine garnizoen wist stand te houden. In 1523 echter had een Gelderse verrassingsaanval meer succes en werd Steenwijk ingenomen en geplunderd. Twee maanden later heroverde stadhouder Georg Schenck van Toutenburg de stad weer. Hij liet een blokhuis bouwen bij de Gasthuispoort, maar vier jaar later werd het blokhuis weer afgebroken.

### Tachtigjarige Oorlog
Steenwijk werd in de Tachtigjarige Oorlog verscheidene keren aangevallen. In 1572 wist Willem van den Bergh, zwager van Willem van Oranje, de stad in te nemen. Uit angst voor een Spaanse reactie - het bloedbad van Zutphen had net plaatsgevonden en maakte toen veel indruk - trok hij zijn troepen weer terug uit Steenwijk.

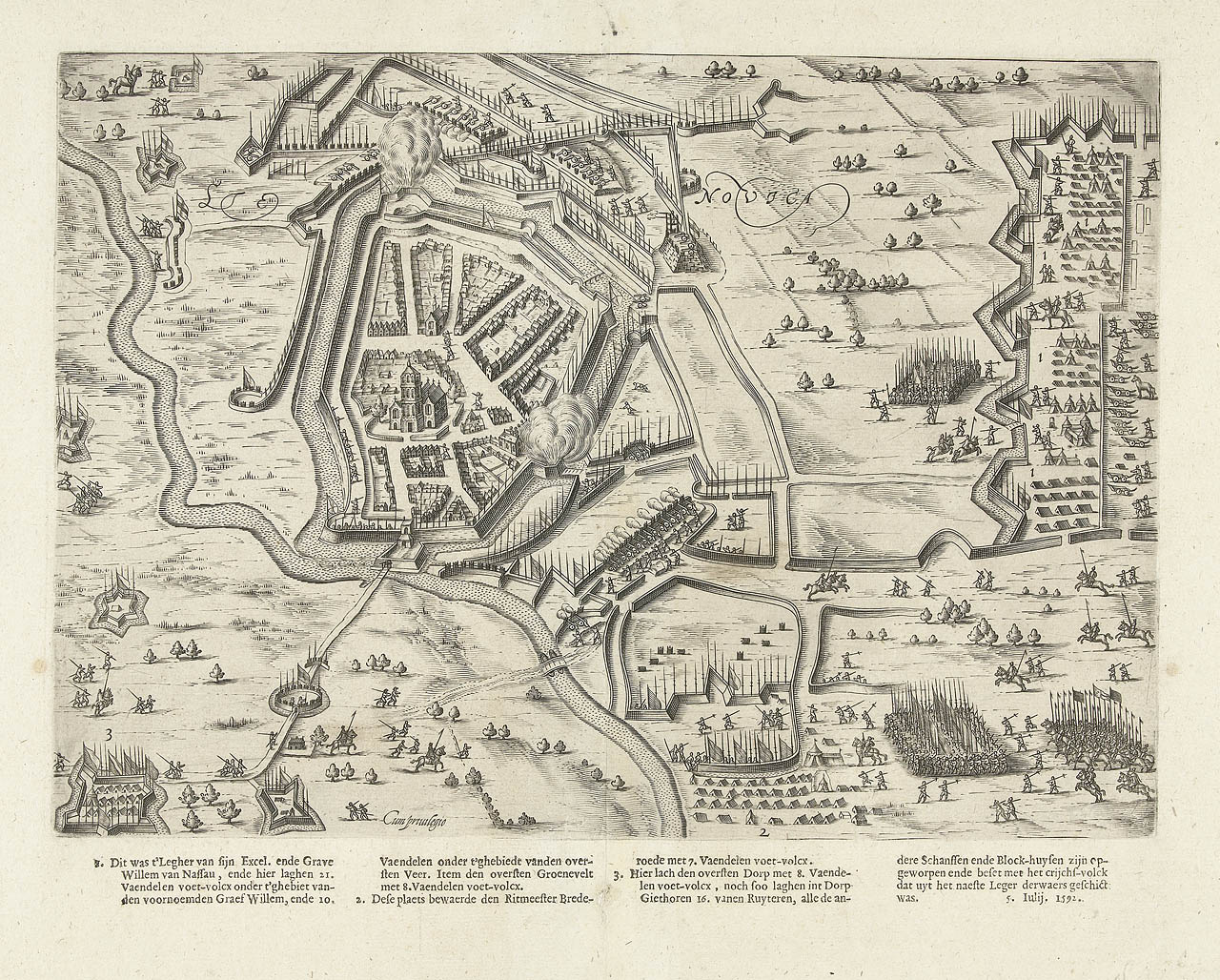
Het beleg van Steenwijk in 1592 door prins Maurits

In 1580 schaarden de Staten van Overijssel zich aan de zijde van de Opstand en er werd een garnizoen in Steenwijk gelegerd. De stadhouder van Overijssel, Georg van Lalaing graaf van Rennenberg, koos in maart van dat jaar echter de zijde van de Spaanse koning. De stadhouder sloeg op 15 oktober het beleg op voor Steenwijk, dat werd verdedigd door 600 man onder leiding van Johan van den Kornput. Vanuit de vesting Blokzijl werden Rennenbergs troepen tussentijds bestookt door de Geuzen. Na vier maanden gaf Rennenberg de belegering onverrichter zake weer op. Steenwijk werd nu getroffen door een pestepidemie waarbij 2300 van de 2500 inwoners omkwamen. Voor de Spanjaarden onder Jean Baptista de Taxis was het dan ook vrij eenvoudig om het sterk verzwakte Steenwijk in 1582 in te nemen.

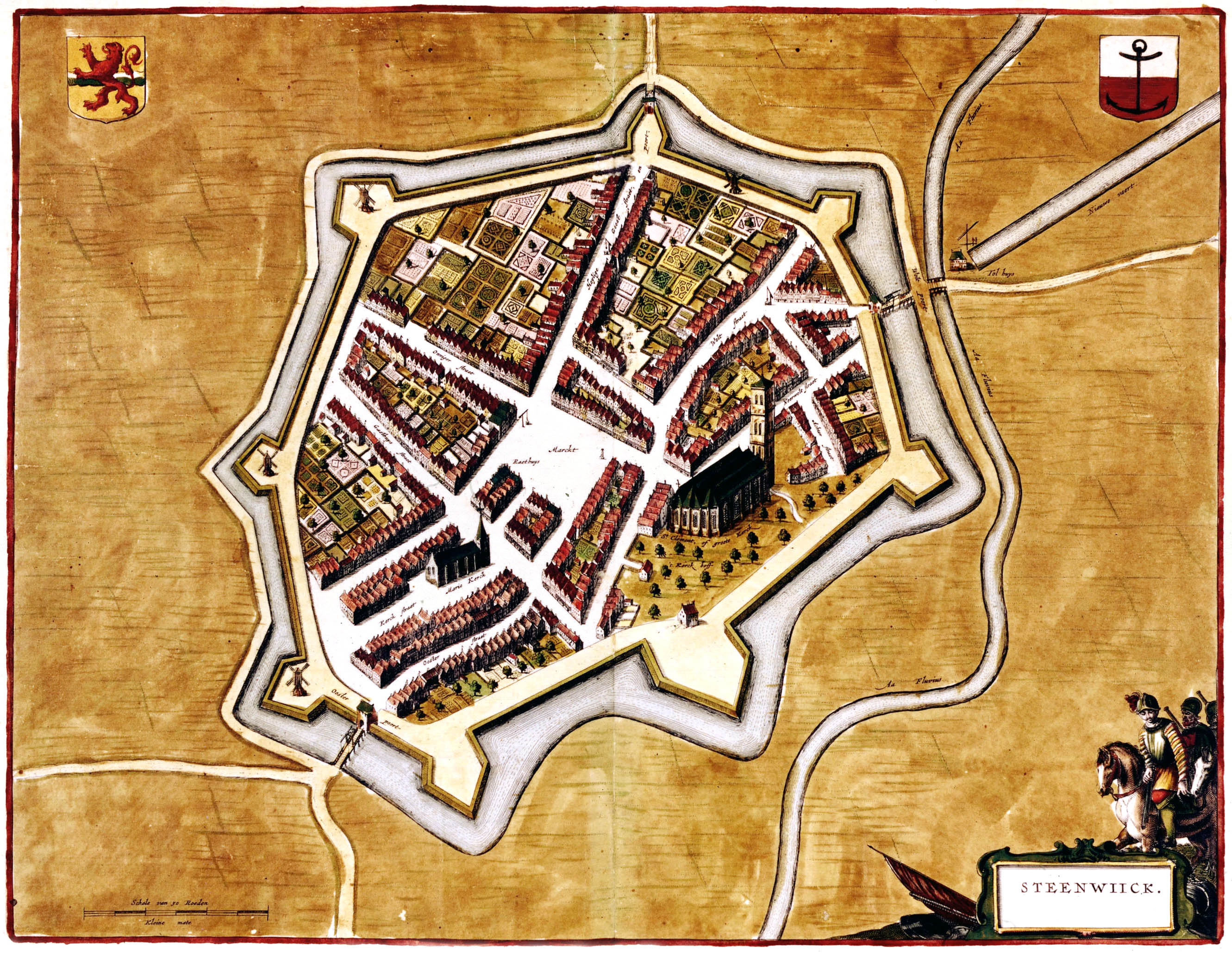
Steenwijk volgens Joan Blaeu (1649). Het noorden is onderaan.

Omdat de Spanjaarden een aanval vreesden van prins Maurits, begonnen zij in 1591 met het versterken van de vestingwerken. Het duurde nog tot het voorjaar van 1592 voordat het beleg van Steenwijk daadwerkelijk plaatsvond. Rondom de stad had Maurits schansen en loopgraven laten aanleggen. Na 44 dagen wist hij Steenwijk in te nemen.
In 1597 stelde de Raad van State geld beschikbaar om de vesting Steenwijk te herstellen en te verbeteren. Ook van 1623 tot 1627 vonden er diverse aanpassingen plaats. Hierna nam het belang van de vesting Steenwijk af: met de inname van Groenlo in 1627 was het front dermate ver van Steenwijk komen te liggen dat de vesting geen militair belang meer had.

### Rampjaar
In het Rampjaar 1672 gaf Steenwijk zich direct over aan de troepen van bisschop Bernard von Galen. Toen eind 1673 de bezetting werd opgeheven, bliezen Münsterse soldaten nog wel twee stadspoorten en het kruithuis op en sloopten een deel van borstwering. De poorten werden nadien hersteld, maar dat gold niet voor de wallen.

### Einde van de vesting
Begin 18e eeuw werden de wallen beplant met iepen terwijl de bruggen werden vervangen door dammen. Steenwijk speelde in de 18e eeuw geen rol meer als vestingstad, maar huisvestte wel af en toe Staatse troepen. Rond 1784 vond nog een herstel van de bruggen en wallen plaats vanwege de binnenlandse ongeregeldheden tussen patriotten en prinsgezinden.
In de Franse tijd werden er Franse soldaten gelegerd. Na 1814 verdween de militaire aanwezigheid uit Steenwijk.
De wallen werden vanaf 1845 geslecht, waarbij het noordwestelijke deel van de gracht werd gedempt met de vrijgekomen aarde van de wal. De stadspoorten verdwenen in de loop van de 19e eeuw. De resterende wallen werden eind 19e eeuw omgevormd tot een wandelpark. Midden 20e eeuw werd besloten om de overgebleven vestingwerken zoveel mogelijk te behouden en van 1951 tot 1962 werd een deel van de Molenwal gerestaureerd. Ook is een deel van de wallen gereconstrueerd tot een hoogte van 12 meter.

### Kazerne
In 1938 werden opnieuw soldaten in Steenwijk gelegerd, namelijk een bataljon infanterie. Voor hen werd in januari 1940 de nieuwe Johan van den Kornputkazerne geopend. Na het uitbreken van de Tweede Wereldoorlog en de capitulatie van Nederland in mei 1940 werd de kazerne gebruikt door het Duitse leger en als opleidingsplek voor Duitse matrozen. Na de bevrijding in april 1945 volgde een kortstondige behuizing door Canadese soldaten; vanaf augustus kwam er weer een Nederlandse bezetting in de kazerne.

## Beschrijving
De oudste verdedigingswerken zullen in de 13e eeuw zijn aangelegd en bestonden naar verwachting uit aarden wallen met doornstruiken en mogelijk een palissade. Rondom de stad lag een gracht. Tussen 1399 en 1412 werd de omwalling verbeterd en in de 16e eeuw waren de vier stadspoorten alle in steen uitgevoerd.

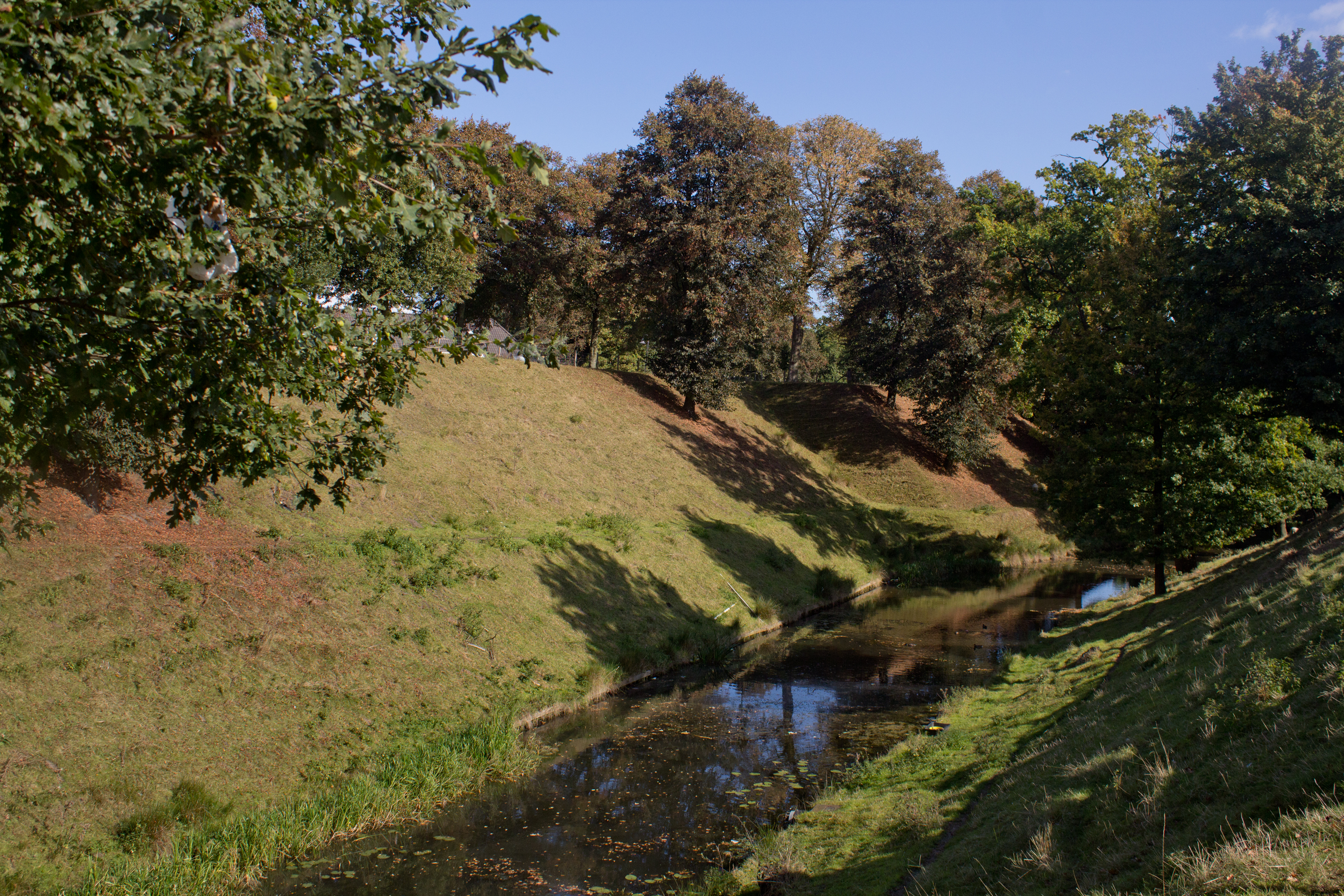
Omwalling

### Verbeteringen in de 16e en 17e eeuw
De Spanjaarden pasten in 1591 de vesting aan door kleine bastions toe te voegen. In 1597 werd door de Republiek begonnen met een grote aanpassing van de vestingwerken: er werden acht bastions en een contrescarp aangelegd, terwijl in 1606 een nieuwe rosmolen nabij de Woldpoort het waterniveau van de stadsgracht kunstmatig op peil moest houden. Op enkele bastions werden windmolens geplaatst. Van 1623 tot 1627 vonden de laatste serieuze verbeteringen aan de vesting plaats.

### Stadspoorten
Steenwijk kenden vijf stadspoorten:
- Meijeringe Poerte, later de heilige Geestpoort of Gasthuispoort genoemd: gelegen aan de zuidwestzijde en gebouwd tussen 1399 en 1412. De poort is afgebroken in 1848.
- Onnapoort: gelegen in het noorden en gebouwd in de periode 1413-1443. In 1582 maakten de Spanjaarden de poort onbruikbaar, maar na de verovering van Steenwijk door prins Maurits in 1592 werd de poort weer heropend. In 1623 werd de Onnapoort afgebroken omdat deze als een te kwetsbaar onderdeel in de omwalling werd beschouwd.
- Oosterpoort: gelegen aan de oostzijde en gebouwd vóór 1448. Bij de poort lag in de 16e eeuw een bolwerk. In 1627 werd de bouwvallige poort vervangen door nieuwbouw met een ophaalbrug. Tijdens de bezetting van 1672-1673 bliezen troepen uit Münster de Oosterpoort op, waarna herstel volgde. In 1829 is de Oosterpoort gesloopt ten behoeve van de aanleg van de straatweg naar Leeuwarden.
- Wold- of Woutpoort: gelegen in het noordwesten en gebouwd vóór 1395.  Tijdens de bezetting van 1672-1673 bliezen troepen uit Münster de Woldpoort op, waarna herstel volgde. Net als de Oosterpoort is ook de Woldpoort in 1829 gesloopt vanwege de nieuwe straatweg.
- Princenpoorte: dit was een kleine bevoorradingspoort in de noordzijde van de omwalling.

### Schansen
Vooral aan de zuidzijde van Steenwijk liet prins Maurits in 1591-1592 zware schansen en loopgraven aanleggen. Bij archeologisch onderzoek op deze locatie zijn geen restanten van de schansen teruggevonden.
Alkmaar · Amsterdam · Blokzijl · Borculo · Bredevoort · Coevorden · Delden · Enschede · Genemuiden · Goor · Haarlem · Hattem · 's-Hertogenbosch · Huissen · Klundert · Lochem · Maastricht · Montfoort · Naarden · Ommen · Ootmarsum · Rhenen · Roermond · Rijssen · Sittard · Sneek · Steenbergen · Steenwijk · Terborg · Valkenburg · Zaltbommel · Zevenaar · Zwartsluis · Zwolle